# 2009年の船舶の安全かつ環境上適正な再資源化のための香港国際条約
船舶の安全かつ環境上適正な再資源化のための香港国際条約（せんぱくのあんぜんかつかんきょうじょうてきせいなさいしげんかのためのほんこんこくさいじょうやく、英: Hong Kong International Convention for the safe and environmentally sound recycling of ships）略称：船舶再資源化香港条約（シップ・リサイクル条約）、香港条約は、2009年に採択された多国間条約であり、2025年6月26日に発効した。香港条約を作成した会議には国際海事機関（IMO）の主催のもと63カ国が参加した。
香港条約は、現在の船舶解体作業における健康と安全を改善するために作成された。船舶解体は、国際労働機関ILOによって「死亡、負傷、職業関連疾患の率が許容できないほど高い、最も危険な職業の一つ」とされている。これは、大型船舶がしばしば浜に引き上げられ、個人用保護具（PPE）をほとんど着用しない労働者によって手作業で解体されるためである。これはアジアで最も一般的であり、インド、バングラデシュ、中国、パキスタンに大規模なの船舶解体場がある。
香港条約では、船舶リサイクルは、船舶の材料のほとんどを再利用できることから、その寿命を終えた船舶を処分する最も環境に優しい方法であると認められている。しかし、現在の方法は受け入れられないとされている。大型船舶を解体する際に適切な安全装備がないため、作業員が負傷したり死亡したりする事故が多く発生しており、また、ほとんどの船舶にはアスベスト、PCB、TBT、CFCなどの有害物質が大量に含まれており、中皮腫や肺がんなどの生命を脅かす病気を引き起こす可能性もある。
香港条約の批准に先立ち、船舶リサイクルに関する業界作業部会は、「リサイクルのために船舶を売却する船主のための移行措置に関するガイドライン」を発行した。
日本法においては、国会承認を経た「条約」であり、日本国政府による法令番号は、令和7年条約第2号である。

## 危険物目録
有害物質目録は、これらの危険の危険性を最小限に抑えるために作成される。条約では、危険を「人の健康や環境に危険を及ぼす可能性のあるあらゆる物質」と定義している。
条約が発効すると、総トン数500トンを超える船舶はすべて香港条約に従わなければならない。条約の遵守を希望する締約国は、自国の旗を掲げるすべての船舶における危険物質の使用を制限しなければならない。
新しい船舶はすべて、危険物目録を備え付けければならない。目録には、船上のすべての「危険物」並びにその量及び場所が記載さる。既存の船舶は、条約発効後 5 年以内、または 5 年以内にリサイクルが行われる場合はリサイクル前に遵守する必要がある。目録は船舶の稼働中は船舶に備え付けられ、危険物を含む可能性のあるすべての新しい設備が船に導入されるたびに更新されます。目録の存在により、船舶の稼働期間中の乗組員の安全が確保され、リサイクルの過程中の作業員の安全も確保される。

## 署名、批准、加入
香港条約は2009年9月1日から2010年8月31日まで署名のために開放され、その後も加盟のために開放された。香港条約は、15カ国が、批准、受諾、承認について留保なく署名するか、批准、受諾、承認、加盟の文書を事務総長に寄託し、批准等した15の国の商船船腹量の合計が、総トン数で世界の商船船腹量の40％に相当する商船船腹量以上となり、かつ、これらの国のそれぞれの過去十年間における最大の年間船舶再資源化量の合計が、総トン数でこれらの国の商船船腹量の合計の3%に相当する船舶再資源化量以上となってから2年後に発効する。香港条約は2025年6月26日に発効した。
| 要件                         | 必要数 | 状態                             |
| ---------------------------- | ------ | -------------------------------- |
| 加盟数                       | 15     | 24                               |
| 世界商船輸送量総トン数       | 40%    | 45.81%                           |
| 過去10年間のリサイクルトン数 | 3%     | 3.31%(23,848,453 gross tonnage） |

| 国                             | 署名           | 批准/加入      | 発効日 | 領域への適用                                     |
| ------------------------------ | -------------- | -------------- | ------ | ------------------------------------------------ |
| バングラデシュ                 |                | 2023年6月26日  |        |                                                  |
| ベルギー                       |                | 2016年3月7日   |        |                                                  |
| クロアチア                     |                | 2021年2月16日  |        |                                                  |
| デンマーク                     |                | 2017年6月14日  |        | グリーンランド 及び フェロー諸島には適用しない。 |
| エストニア                     |                | 2019年4月25日  |        |                                                  |
| フランス                       | 2009年11月19日 | 2014年7月2日   |        | すべての領域                                     |
| ドイツ                         |                | 2019年7月16日  |        |                                                  |
| ガーナ                         |                | 2010年8月2日   |        |                                                  |
| インド                         |                | 2019年11月28日 |        |                                                  |
| イタリア                       | 2010年8月2日   |                |        |                                                  |
| 日本                           |                | 2019年3月27日  |        |                                                  |
| リベリア                       |                | 2023年6月26日  |        |                                                  |
| マーシャル諸島                 |                | 2024年1月18日  |        |                                                  |
| マルタ                         |                | 2019年3月14日  |        |                                                  |
| オランダ                       | 2010年4月21日  | 2019年2月20日  |        | オランダ領カリブを含む                           |
| ノルウェー                     |                | 2013年6月26日  |        |                                                  |
| パキスタン                     |                | 2023年11月30日 |        |                                                  |
| パナマ                         |                | 2016年9月19日  |        |                                                  |
| ポルトガル                     |                | 2023年3月28日  |        |                                                  |
| コンゴ共和国                   |                | 2014年5月19日  |        |                                                  |
| セントクリストファー・ネイビス | 2010年8月27日  |                |        |                                                  |
| セルビア                       |                | 2019年3月22日  |        |                                                  |
| スペイン                       |                | 2021年6月7日   |        |                                                  |
| トルコ                         | 2010年8月26日  | 2019年1月31日  |        |                                                  |

## 移行ガイドライン
香港条約の批准に先立ち、船舶リサイクルに関する業界作業部会は2009年に「リサイクルのために船舶を売却する船主向けの移行措置に関するガイドライン」の初版を発行した。これらは、国際海運会議所（ICS）、バルチック国際海事評議会（BIMCO）、国際船級協会連合（IACS）、インターカーゴ、国際小包タンカー協会（IPTA）、インタータンコ、石油会社国際海事フォーラム（OCIMF）、国際運輸労働連盟（ITF）などの海事組織によって支持されている。移行措置はまた、オーストラリア、バハマ、ベルギー、カナダ、チリ、キプロス、デンマーク、フェロー諸島、フィンランド、フランス、ドイツ、ギリシャ、香港、インド、アイルランド、イタリア、日本、韓国、クウェート、リベリア、メキシコ、オランダ、ノルウェー、ポルトガル、フィリピン、ロシア、シンガポール、スペイン、スウェーデン、スイス、トルコ、英国、米国の各国船主協会によっても支持されている。

## EUの制度との関係
EU船舶リサイクル規則 は2013年12月30日に発効した。この規則は香港条約にほぼ沿っているが、重要な違いもある。この規則は、欧州の船舶、欧州の船主、欧州の船舶をリサイクルする意思のある船舶リサイクル施設、および関係する所管当局または行政機関に対して、いくつかの要件を定めている。欧州連合で船舶リサイクルに関する特定の規則を策定する議論は、EUが持続不可能なリサイクル施設に行き着くEU船舶の数に気づいたという事実であった。欧州は世界の船隊の約40％、約15000隻の船舶を所有している。このうち約10000隻がEU加盟国の国旗を掲げているが、EU国旗を掲げた船舶のうちEU領域内で解体されるのはわずか7％で、残りのほとんどは南アジアで解体されている。
SRRは、EU船籍船舶の運用寿命終了時に高い基準を設定することにより、船舶の解体に伴う環境および健康被害に対処することを目的としている。EUが策定した主要な構成要素の1つは、リサイクルされるすべてのEU船籍船舶の承認港を特定する欧州承認船舶リサイクル施設リストである。船舶リサイクル場がこのリストに掲載されるためには、施設は厳しい環境および労働者の安全基準に準拠し、有毒廃棄物の放出を減らし、安全な解体慣行を推進する必要がある。加盟国は、自国の領土内で要件に準拠している施設を委員会に報告し、それによってリストに掲載される。EU外の造船所も欧州リストに掲載される可能性があるが、造船所の基準を証明する書類を委員会に提出する必要がある。
欧州リストに掲載されるには、船舶リサイクル施設は、EUが定めた特定の要件を遵守し、香港条約やその他の国際ガイドラインに準拠する必要がある。施設には、認可、堅牢な構造および運用基準、環境安全プロトコル、労働者と近隣住民への健康と安全のリスクを監視するための対策が必要です。これには、不浸透性表面での危険物質の取り扱い、労働者のトレーニングと保護具の提供、緊急時計画の実施、事故の記録が含まれます。事業者は、リサイクル計画と完了報告書も提出し、完全なコンプライアンスを確保し、船舶リサイクル活動中の環境と健康への影響を最小限に抑える必要があります。2024年11月現在、45の造船所が含まれています。リストは造船所の安全性と有効性の保証として機能するため、造船所が規制を遵守しない場合は、リストから削除されることも、リストから追加されることもある。
さらに、SRR は、承認された施設のリストに加えて、各船舶に、各船舶の建造に使用された危険物質をリストアップした危険物質目録 (IHM) を保持することを義務付けています。危険物質とは、人の健康や環境に危険を及ぼす可能性のあるあらゆる材料または物質を指します。アスベストやオゾン層破壊物質などの材料の新規設置は禁止されており、鉛、水銀、放射性物質などを含む材料の発生は報告および制限される必要があります。この目録は、船舶の寿命を通じて維持する必要があり、造船所やリサイクル業者に安全な廃棄物管理を指導し、偶発的な環境汚染を減らすのに役立ちます。船舶はまた、船舶の通常の運航によって発生する廃水や残留物など、運航中に発生した廃棄物についても報告します。EU 基準では、解体されるすべての EU 船舶、すべての新しいヨーロッパの船舶、および EU の港に寄港する第三国の船舶は、船上に危険物質目録を積載する必要がある。
このリストには、2023年7月27日現在、48の船舶リサイクル施設が掲載されており、欧州（EU、ノルウェー、英国）の38の造船所、トルコの9の造船所、米国の1の造船所が含まれている。欧州リストの造船所のいくつかは、大型船のリサイクルも可能である。このリストには、様々な船級協会で香港条約のSoCを達成しているインドとバングラデシュの最も主要な船舶リサイクル造船所のいくつかが除外されている この除外により、多くの船主が規制を回避するために、リサイクル前に船舶の旗を変更したり、現金購入者に船舶を売却したりしている。除外された国々は、国際海運が複数の競合する基準によって規制されることは不合理であると主張し、香港条約を普遍的な規制として発効させることを目指している。
しかし、SRRは他の海洋法と矛盾する。船舶が香港条約に基づくリサイクル証明書を受け取ると、バーゼル条約の下でも有害廃棄物として分類される可能性がある。証明書の有効期間は最長3か月であるが、その期間中、船主はバーゼル条約に違反したとして一部の港で逮捕されるリスクに直面する可能性がある。EUは、廃棄物輸送規則を通じてバーゼル条約（WSR）と同じ規則を実施する予定である。しかし、SRRを実施するにあたり、EUはEU船籍の船舶を既存のWSRの適用範囲から一方的に除外することを選択した。この決定は、十分な正当性を欠く、特定の種類の有害廃棄物に対するバーゼル制度からの無許可の免除を事実上生み出した。